# Epacanthaclisis moiwana
Epacanthaclisis moiwana är en insektsart som först beskrevs av Okamoto 1905.  Epacanthaclisis moiwana ingår i släktet Epacanthaclisis och familjen myrlejonsländor. Inga underarter finns listade i Catalogue of Life.